# Bruno Saby
Bruno Saby (ur. 23 lutego 1949) – francuski kierowca rajdowy. W rajdach zadebiutował w 1967 roku.

## Przygoda z WRC
W 1981 roku Saby zdobył tytuł mistrza Francji na Renault 5 Turbo.
W 1984 roku Bruno dostał się do fabrycznego zespołu Renault i tym samym rozpoczął przygodę z WRC. Niemal na każdym rajdzie jechał z innym pilotem. Dopiero od Rajdu Korsyki u jego boku na stałe zasiadł Jean-François Fauchille.

## Jazda Peugeotem
Rok 1985 to kontrakt na cały sezon z Peugeotem. Bruno dostał konkurencyjny samochód i mógł udowodnić, że stać go na walkę z najlepszymi. Wykazał się systematyczną jazdą i pozycjami w czołówce. Był blisko zwycięstwa w Rajdzie Korsyki, ale na tym najtrudniejszym rajdzie w całym cyklu WRC pozwolił pod koniec rajdu uciec Jeanowi Ragnottiemu i musiał stoczyć walkę z Bernardem Béguinem w Porsche o drugą lokatę. Zwycięstwo przyszło rok później. Miał nadzieję na zwycięstwo w domowym rajdzie, jednak od początku układało się inaczej. Przez pierwszy etap rajdu tracił do fenomenalnego Henri Toivonena aż 1,5 minuty. Gdy Saby zadowolił się drugą pozycją dostrzegł wielką chmurę czarnego dymu. Zatrzymał się by sprawdzić co się stało, jednak dostrzegł tylko płonące szczątki Lancii Delty S4, którą jechali Toivonen i Cresto. Rajd został przerwany i to właśnie Bruno Saby został zwycięzcą w tym najtragiczniejszym rajdzie w historii.

## Grupa A
Kolejne lata to już tylko pojedyncze występy. W 1987 roku po pożegnaniu grupy B rozpoczął jazdę dla Lancii. Za kierownicą fabrycznej Delty wystartował w dwóch eliminacjach WRC i raz w prywatnej. Potem było tak samo. Do 1991 roku zaliczył 9 startów w WRC - wszystkie w Lancii, z tym że w 1989 podczas Rajdu Korsyki Jeana-François Fauchille'a zastąpił Daniel Grataloup i jak się okazało na stałe. Z końcem 1991 roku Bruno Saby zakończył karierę w rajdach płaskich i rozpoczął starty w rajdach terenowych.

## Rajdy terenowe
W latach 1992–2008 startował w maratońskich rajdach terenowych, m.in. w Rajdzie Paryż-Dakar, który wygrał w 1993 roku za kierownicą Mitsubishi Pajero. W 2005 roku natomiast zdobył puchar świata w rajdach terenowych (FIA Cross Country Rally World Cup) jadąc w barwach Volkswagena.

## Starty w Rajdzie Dakar
| Rok  | Kategoria | Pojazd             | Wynik | Uwagi                               |
| ---- | --------- | ------------------ | ----- | ----------------------------------- |
| 1992 | samochody | Mitsubishi Pajero  | 27    | wygrał 1 etap                       |
| 1993 | samochody | Mitsubishi Pajero  | 1     | wygrał 2 etapy                      |
| 1994 | samochody | Mitsubishi         | NU    | wygrał 1 etap, odpadł na 11. etapie |
| 1995 | samochody | Mitsubishi         | 2     | wygrał 3 etapy                      |
| 1996 | samochody | Mitsubishi         | 7     | wygrał 1 etap                       |
| 1997 | samochody | Mitsubishi Pajero  | 3     | wygrał 1 etap                       |
| 1998 | samochody | Mitsubishi         | 3     | wygrał 4 etapy                      |
| 2000 | samochody | Ford Ranger        | 7     |                                     |
| 2001 | samochody | Ford               | 13    |                                     |
| 2002 | samochody | Ford               | NU    |                                     |
| 2004 | samochody | Volkswagen Touareg | 6     |                                     |
| 2005 | samochody | Volkswagen Touareg | 5     | wygrał 2 etapy                      |
| 2006 | samochody | Volkswagen Touareg | 8     |                                     |
| 2007 | samochody | Fiat Panda         | NU    | odpadł na 5. etapie                 |